# Kartitscher Sattel
Der Kartitscher Sattel ist eine Talwasserscheide im Tiroler Gailtal in Osttirol auf einer Höhe von 1525 m ü. A. Sie liegt zwischen den Karnischen Alpen im Süden und den Lienzer Dolomiten im Norden. Auf der östlichen Seite liegt Obertilliach, auf der westlichen Seite das namensgebende Kartitsch. Nur rund 150 m voneinander entfernt entspringen am Sattel die nach Osten fließende Gail und der nach Westen fließende Gailbach.
Erschlossen ist der Sattel durch die Gailtalstraße (B111). Seine Bedeutung ist regional. Nach Süden schließt der Plöckenpass an, etwas entfernter liegen Nassfeld und Südautobahn. Nach Norden erschließt sich der Großteil Osttirols, zur Weiterfahrt durch den Felbertauern und über das Toblacher Feld. Die nächste Umfahrung ist der Gailbergsattel.